# 拉巴尔泰特
拉巴尔泰特（法語：Labarthète，法語發音：[labaʁtɛt]）是法国热尔省的一个市镇，属于米朗德区。

## 地理
拉巴尔泰特（43°37'46"N, 0°9'23"W）面积11.09 平方千米，位于法国奧克西塔尼大區热尔省，该省份为法国西南部内陆省份，北起顺时针与洛特-加龙省、塔恩-加龙省、上加龙省、上比利牛斯省、大西洋比利牛斯省和朗德省接壤。
与拉巴尔泰特接壤的市镇（或旧市镇、城区）包括：奥朗桑、科尔内扬、拉尼克斯、圣蒙、维耶拉。

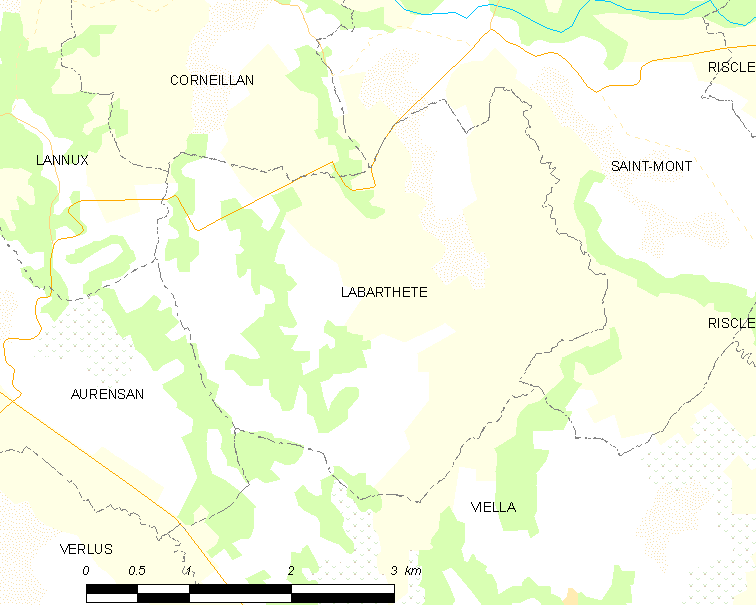
拉巴尔泰特的OSM定位图

拉巴尔泰特的时区为UTC+01:00、UTC+02:00（夏令时）。

## 行政
拉巴尔泰特的邮政编码为32400，INSEE市镇编码为32170。

## 政治
拉巴尔泰特所属的省级选区为热尔阿杜尔县。

## 人口

1962-2008年间拉巴尔泰特人口变化图示

拉巴尔泰特于2022年1月1日时的人口数量为146人。